# Staatsanwaltschaft (Aserbaidschan)
Die Staatsanwaltschaft in der Republik Aserbaidschan ist eine weisungsgebundene Behörde, die für die Strafverfolgung und -vollstreckung zuständig ist und als solche ein Teil der Rechtspflege ist.

## Ermittlungsbehörde
Sobald die Staatsanwaltschaft durch Anzeige oder auf anderem Wege von dem Verdacht einer Straftat Kenntnis erhält, hat sie zum Zwecke der Entschließung darüber, ob öffentliche Klage zu erheben sei, die Aufgabe, den Sachverhalt zu erforschen. Dabei soll sie auch Gesichtspunkte ermitteln, die in die Ermessensausübung des Gerichts für die Bestimmung der Rechtsfolge der Tat einzustellen sind. Die Staatsanwaltschaft ist gehalten, nicht nur belastende, sondern auch entlastende Umstände zu erforschen und diese später gleichermaßen zu berücksichtigen.
Zur Wahrnehmung dieser Aufgabe hat die Staatsanwaltschaft die Befugnis, von allen Behörden Auskunft zu verlangen und Ermittlungen jeder Art selbst vorzunehmen oder von Behörden und Beamten der Polizei vornehmen zu lassen.

## Anklagebehörde
Die Staatsanwaltschaft der Republik Aserbaidschan vertritt im Namen des Staates die Anklage vor Gericht. Die Staatsanwaltschaft ist nicht gezwungen, unter allen Umständen eine Verurteilung des Angeklagten anzustreben. Sie hat vielmehr auch zugunsten des Beschuldigten bzw. Angeklagten zu ermitteln. Sie ist keine Partei im Strafprozess und arbeitet weder mit dem Gericht zusammen noch gegen den Angeklagten oder seinen Verteidiger.

## Gesetzesinitiativrecht
Die Staatsanwaltschaft der Republik Aserbaidschan hat das Recht auf Gesetzesinitiative im Parlament der Republik Aserbaidschan. Die Gesetzentwürfe und die Entwürfe von Beschlüssen, die im Wege der Gesetzesinitiative von der Staatsanwaltschaft vorgelegt worden sind, werden im Parlament innerhalb von zwei Monaten zur Abstimmung gestellt. Falls Staatsanwaltschaft den Gesetzentwurf beziehungsweise den Entwurf eines Beschlusses für dringlich erklärt, beträgt diese Frist 20 Tage.

## Organisation
Die Staatsanwaltschaft der Republik Aserbaidschan ist ein einheitliches Zentralorgan, das auf der Unterordnung der territorialen und speziellen Staatsanwälte unter den Generalstaatsanwalt der Republik Aserbaidschan beruht. Der Generalstaatsanwalt wird vom Präsidenten der Republik Aserbaidschan mit Zustimmung des Parlaments ernannt und entlassen. Die territorialen und speziellen Staatsanwälte werden vom Generalstaatsanwalt in Abstimmung mit dem Präsidenten ernannt und entlassen.

### Rechtsgrundlagen
Rechtsgrundlagen für die Arbeit der Staatsanwaltschaft sind in erster Linie die Verfassung, das Staatsanwaltschaftsgesetz und die Strafprozessordnung der Republik Aserbaidschan.

### Dienstaufsicht
Die Dienstaufsicht innerhalb der Behörde obliegt primär dem Leiter der Staatsanwaltschaft. Die Dienstaufsicht über den Leiter der Staatsanwaltschaft obliegt dem Präsidenten und dem Parlament der Republik Aserbaidschan.

### Sitz und Leitung der Behörde
Der Sitz der aserbaidschanischen Staatsanwaltschaft ist in Baku. Leiter der Staatsanwaltschaft in Aserbaidschan ist aktuell Zakir Qaralov.